# Lista das espécies de Theraphosidae
Esta é uma lista de todas as espécies de Theraphosidae (Caranguejeiras), até 11 de janeiro de 2019, conforme o World Spider Catalog

## GêneroAcanthopelma
- Acanthopelma beccarii Caporiacco, 1947
- Acanthopelma rufescens F. O. Pickard-Cambridge, 1897

## GêneroAcanthoscurria
- Acanthoscurria antillensis Pocock, 1903
- Acanthoscurria belterrensis Paula, Gabriel, Indicatti, Brescovit & Lucas, 2014
- Acanthoscurria bollei Schmidt, 2005
- Acanthoscurria borealis Schmidt & Peters, 2005
- Acanthoscurria chacoana Brèthes, 1909
- Acanthoscurria convexa (C. L. Koch, 1842)
- Acanthoscurria cordubensis Thorell, 1894
- Acanthoscurria geniculata (C. L. Koch, 1841)
- Acanthoscurria gomesiana Mello-Leitão, 1923
- Acanthoscurria hirsutissimasterni Schmidt, 2007
- Acanthoscurria insubtilis Simon, 1892
- Acanthoscurria juruenicola Mello-Leitão, 1923
- Acanthoscurria maga Simon, 1892
- Acanthoscurria minor Ausserer, 1871
- Acanthoscurria musculosa Simon, 1892
- Acanthoscurria natalensis Chamberlin, 1917
- Acanthoscurria paulensis Mello-Leitão, 1923
- Acanthoscurria proxima (Mello-Leitão, 1923)
- Acanthoscurria rhodothele Mello-Leitão, 1923
- Acanthoscurria sacsayhuaman Ferretti, Ochoa & Chaparro, 2016
- Acanthoscurria simoensi Vol, 2000
- Acanthoscurria sternalis Pocock, 1903
- Acanthoscurria suina Pocock, 1903
- Acanthoscurria tarda Pocock, 1903
- Acanthoscurria theraphosoides (Doleschall, 1871)
- Acanthoscurria turumban Rodríguez-Manzanilla & Bertani, 2010
- Acanthoscurria urens Vellard, 1924

## GêneroAcentropelma
- Acentropelma gutzkei (Reichling, 1997)
- Acentropelma macropus (Ausserer, 1875)
- Acentropelma sorkini (Smith, 1995)
- Acentropelma spinulosum (F. O. Pickard-Cambridge, 1897)

## GêneroAenigmarachne
- Aenigmarachne sinapophysis Schmidt, 2005

## GêneroAgnostopelma
- Agnostopelma gardel Pérez-Miles & Weinmann, 2010
- Agnostopelma tota Pérez-Miles & Weinmann, 2010

## GêneroAguapanela
- Aguapanela arvi Perafán, Cifuentes & Estrada, 2015

## GêneroAmi
- Ami amazonica Jimenez & Bertani, 2008
- Ami armihuariensis Kaderka, 2014
- Ami bladesi Pérez-Miles, Gabriel & Gallon, 2008
- Ami caxiuana Pérez-Miles, Miglio & Bonaldo, 2008
- Ami obscura (Ausserer, 1875)
- Ami pijaos Jimenez & Bertani, 2008
- Ami weinmanni Pérez-Miles, 2008
- Ami yupanquii Pérez-Miles, Gabriel & Gallon, 2008

## GêneroAnnandaliella
- Annandaliella ernakulamensis Sunil Jose & Sebastian, 2008
- Annandaliella pectinifera Gravely, 1935
- Annandaliella travancorica Hirst, 1909

## GêneroAnoploscelus
- Anoploscelus celeripes Pocock, 1897
- Anoploscelus lesserti Laurent, 1946

## GêneroAntillena
- Antillena rickwesti (Bertani & Huff, 2013)

## GêneroAphonopelma
- Aphonopelma anax (Chamberlin, 1940)
- Aphonopelma anitahoffmannae Locht, Medina, Rojo & Vázquez, 2005
- Aphonopelma armada (Chamberlin, 1940)
- Aphonopelma atomicum Hamilton, 2016
- Aphonopelma belindae Gabriel, 2011
- Aphonopelma bicoloratum Struchen, Brändle & Schmidt, 1996
- Aphonopelma braunshausenii Tesmoingt, 1996
- Aphonopelma burica Valerio, 1980
- Aphonopelma caniceps (Simon, 1891)
- Aphonopelma catalina Hamilton, Hendrixson & Bond, 2016
- Aphonopelma chalcodes Chamberlin, 1940
- Aphonopelma chiricahua Hamilton, Hendrixson & Bond, 2016
- Aphonopelma cookei Smith, 1995
- Aphonopelma crinirufum (Valerio, 1980)
- Aphonopelma crinitum (Pocock, 1901)
- Aphonopelma duplex (Chamberlin, 1925)
- Aphonopelma eustathes (Chamberlin, 1940)
- Aphonopelma eutylenum Chamberlin, 1940
- Aphonopelma gabeli Smith, 1995
- Aphonopelma geotoma (Chamberlin, 1937)
- Aphonopelma gertschi Smith, 1995
- Aphonopelma griseum Chamberlin, 1940
- Aphonopelma hageni (Strand, 1906)
- Aphonopelma helluo (Simon, 1891)
- Aphonopelma hentzi (Girard, 1852)
- Aphonopelma hesperum (Chamberlin, 1917)
- Aphonopelma icenoglei Hamilton, Hendrixson & Bond, 2016
- Aphonopelma iodius (Chamberlin & Ivie, 1939)
- Aphonopelma johnnycashi Hamilton, 2016
- Aphonopelma joshua Prentice, 1997
- Aphonopelma lanceolatum (Simon, 1891)
- Aphonopelma latens (Chamberlin, 1917)
- Aphonopelma levii Smith, 1995
- Aphonopelma madera Hamilton, Hendrixson & Bond, 2016
- Aphonopelma mareki Hamilton, Hendrixson & Bond, 2016
- Aphonopelma marxi (Simon, 1891)
- Aphonopelma moderatum (Chamberlin & Ivie, 1939)
- Aphonopelma moellendorfi Hamilton, 2016
- Aphonopelma mojave Prentice, 1997
- Aphonopelma mooreae Smith, 1995
- Aphonopelma nayaritum Chamberlin, 1940
- Aphonopelma pallidum (F. O. Pickard-Cambridge, 1897)
- Aphonopelma paloma Prentice, 1993
- Aphonopelma parvum Hamilton, Hendrixson & Bond, 2016
- Aphonopelma peloncillo Hamilton, Hendrixson & Bond, 2016
- Aphonopelma phasmus Chamberlin, 1940
- Aphonopelma platnicki Smith, 1995
- Aphonopelma prenticei Hamilton, Hendrixson & Bond, 2016
- Aphonopelma prosoicum Chamberlin, 1940
- Aphonopelma ruedanum Chamberlin, 1940
- Aphonopelma saguaro Hamilton, 2016
- Aphonopelma sclerothrix (Valerio, 1980)
- Aphonopelma seemanni (F. O. Pickard-Cambridge, 1897)
- Aphonopelma serratum (Simon, 1891)
- Aphonopelma steindachneri (Ausserer, 1875)
- Aphonopelma stoicum (Chamberlin, 1925)
- Aphonopelma superstitionense Hamilton, Hendrixson & Bond, 2016
- Aphonopelma truncatum (F. O. Pickard-Cambridge, 1897)
- Aphonopelma vorhiesi (Chamberlin & Ivie, 1939)
- Aphonopelma xanthochromum (Valerio, 1980)
- Aphonopelma xwalxwal Hamilton, 2016

## GêneroAugacephalus
- Augacephalus breyeri (Hewitt, 1919)
- Augacephalus ezendami (Gallon, 2001)
- Augacephalus junodi (Simon, 1904)

## GêneroAvicularia
- Avicularia avicularia (Linnaeus, 1758)
- Avicularia caei Fukushima & Bertani, 2017
- Avicularia glauca Simon, 1891
- Avicularia hirschii Bullmer, Thierer-Lutz & Schmidt, 2006
- Avicularia juruensis Mello-Leitão, 1923
- Avicularia lynnae Fukushima & Bertani, 2017
- Avicularia merianae Fukushima & Bertani, 2017
- Avicularia minatrix Pocock, 1903
- Avicularia purpurea Kirk, 1990
- Avicularia rufa Schiapelli & Gerschman, 1945
- Avicularia taunayi (Mello-Leitão, 1920)
- Avicularia variegata F. O. Pickard-Cambridge, 1896

## GêneroBacillochilus
- Bacillochilus xenostridulans Gallon, 2010

## GêneroBarropelma
- Barropelma parvior (Chamberlin & Ivie, 1936)

## GêneroBatesiella
- Batesiella crinita Pocock, 1903

## GêneroBistriopelma
- Bistriopelma lamasi Kaderka, 2015
- Bistriopelma matuskai Kaderka, 2015
- Bistriopelma titicaca Kaderka, 2017

## GêneroBonnetina
- Bonnetina alagoni Locht & Medina, 2008
- Bonnetina aviae Estrada-Alvarez & Locht, 2011
- Bonnetina cyaneifemur Vol, 2000
- Bonnetina flammigera Ortiz & Francke, 2017
- Bonnetina hijmenseni Ortiz & Francke, 2017
- Bonnetina hobbit Ortiz & Francke, 2017
- Bonnetina julesvernei Ortiz & Francke, 2017
- Bonnetina juxtantricola Ortiz & Francke, 2015
- Bonnetina malinalli Ortiz & Francke, 2017
- Bonnetina megagyna Ortiz & Francke, 2017
- Bonnetina minax Ortiz & Francke, 2017
- Bonnetina papalutlensis Mendoza, 2012
- Bonnetina tanzeri Schmidt, 2012
- Bonnetina tenuiverpis Ortiz & Francke, 2015
- Bonnetina tindoo Ortiz & Francke, 2017
- Bonnetina unam Ortiz & Francke, 2017
- Bonnetina vittata Ortiz & Francke, 2017

## GêneroBrachionopus
- Brachionopus annulatus Purcell, 1903
- Brachionopus leptopelmiformis Strand, 1907
- Brachionopus pretoriae Purcell, 1904
- Brachionopus robustus Pocock, 1897
- Brachionopus tristis Purcell, 1903

## GêneroBrachypelma
- Brachypelma albiceps Pocock, 1903
- Brachypelma albopilosum Valerio, 1980
- Brachypelma andrewi Schmidt, 1992
- Brachypelma auratum Schmidt, 1992
- Brachypelma aureoceps (Chamberlin, 1917)
- Brachypelma baumgarteni Smith, 1993
- Brachypelma boehmei Schmidt & Klaas, 1993
- Brachypelma emilia (White, 1856)
- Brachypelma epicureanum (Chamberlin, 1925)
- Brachypelma fossorium Valerio, 1980
- Brachypelma hamorii Tesmoingt, Cleton & Verdez, 1997
- Brachypelma kahlenbergi Rudloff, 2008
- Brachypelma klaasi (Schmidt & Krause, 1994)
- Brachypelma sabulosum (F. O. Pickard-Cambridge, 1897)
- Brachypelma schroederi Rudloff, 2003
- Brachypelma smithi (F. O. Pickard-Cambridge, 1897)
- Brachypelma vagans (Ausserer, 1875)
- Brachypelma verdezi Schmidt, 2003

## GêneroBumba
- Bumba cabocla (Pérez-Miles, 2000)
- Bumba horrida (Schmidt, 1994)
- Bumba lennoni Pérez-Miles, Bonaldo & Miglio, 2014
- Bumba pulcherrimaklaasi (Schmidt, 1991)

## GêneroCardiopelma
- Cardiopelma mascatum Vol, 1999

## GêneroCaribena
- Caribena laeta (C. L. Koch, 1842)
- Caribena versicolor (Walckenaer, 1837)

## GêneroCatanduba
- Catanduba araguaia Yamamoto, Lucas & Brescovit, 2012
- Catanduba canabrava Yamamoto, Lucas & Brescovit, 2012
- Catanduba flavohirta (Simon, 1889)
- Catanduba peruacu Yamamoto, Lucas & Brescovit, 2012
- Catanduba piauiensis Yamamoto, Lucas & Brescovit, 2012
- Catanduba simoni (Soares & Camargo, 1948)
- Catanduba tuskae Yamamoto, Lucas & Brescovit, 2012

## GêneroCatumiri
- Catumiri argentinense (Mello-Leitão, 1941)
- Catumiri chicaoi Guadanucci, 2004
- Catumiri parvum (Keyserling, 1878)
- Catumiri petropolium Guadanucci, 2004

## GêneroCeratogyrus
- Ceratogyrus brachycephalus Hewitt, 1919
- Ceratogyrus darlingi Pocock, 1897
- Ceratogyrus dolichocephalus Hewitt, 1919
- Ceratogyrus hillyardi (Smith, 1990)
- Ceratogyrus marshalli Pocock, 1897
- Ceratogyrus meridionalis (Hirst, 1907)
- Ceratogyrus paulseni Gallon, 2005
- Ceratogyrus pillansi (Purcell, 1902)
- Ceratogyrus sanderi Strand, 1906

## GêneroChaetopelma
- Chaetopelma altugkadirorum Gallon, Gabriel & Tansley, 2012
- Chaetopelma concolor (Simon, 1873)
- Chaetopelma karlamani Vollmer, 1997
- Chaetopelma lymberakisi Chatzaki & Komnenov, 2019
- Chaetopelma olivaceum (C. L. Koch, 1841)
- Chaetopelma turkesi Topçu & Demircan, 2014
- Chaetopelma webborum Smith, 1990

## GêneroChilobrachys
- Chilobrachys andersoni (Pocock, 1895)
- Chilobrachys annandalei Simon, 1901
- Chilobrachys assamensis Hirst, 1909
- Chilobrachys bicolor (Pocock, 1895)
- Chilobrachys brevipes (Thorell, 1897)
- Chilobrachys dyscolus (Simon, 1886)
- Chilobrachys femoralis Pocock, 1900
- Chilobrachys fimbriatus Pocock, 1899
- Chilobrachys flavopilosus (Simon, 1884)
- Chilobrachys fumosus (Pocock, 1895)
- Chilobrachys guangxiensis (Yin & Tan, 2000)
- Chilobrachys hardwickei (Pocock, 1895)
- Chilobrachys himalayensis (Tikader, 1977)
- Chilobrachys huahini Schmidt & Huber, 1996
- Chilobrachys hubei Song & Zhao, 1988
- Chilobrachys khasiensis (Tikader, 1977)
- Chilobrachys liboensis Zhu & Zhang, 2008
- Chilobrachys nitelinus Karsch, 1892
- Chilobrachys oculatus (Thorell, 1895)
- Chilobrachys paviei (Simon, 1886)
- Chilobrachys pococki (Thorell, 1897)
- Chilobrachys sericeus (Thorell, 1895)
- Chilobrachys soricinus (Thorell, 1887)
- Chilobrachys stridulans (Wood Mason, 1877)
- Chilobrachys subarmatus (Thorell, 1891)
- Chilobrachys thorelli Pocock, 1900
- Chilobrachys tschankhoensis Schenkel, 1963

## GêneroChromatopelma
- Chromatopelma cyaneopubescens (Strand, 1907)

## GêneroCitharacanthus
- Citharacanthus alayoni Rudloff, 1995
- Citharacanthus alvarezi Estrada-Alvarez, Guadarrama & Martínez, 2013
- Citharacanthus cyaneus (Rudloff, 1994)
- Citharacanthus livingstoni Schmidt & Weinmann, 1996
- Citharacanthus longipes (F. O. Pickard-Cambridge, 1897)
- Citharacanthus meermani Reichling & West, 2000
- Citharacanthus niger Franganillo, 1931
- Citharacanthus sargi (Strand, 1907)
- Citharacanthus spinicrus (Latreille, 1819)

## GêneroCitharognathus
- Citharognathus hosei Pocock, 1895
- Citharognathus tongmianensis Zhu, Li & Song, 2002

## GêneroClavopelma
- Clavopelma tamaulipeca (Chamberlin, 1937)

## GêneroCoremiocnemis
- Coremiocnemis cunicularia (Simon, 1892)
- Coremiocnemis hoggi West & Nunn, 2010
- Coremiocnemis kotacana West & Nunn, 2010
- Coremiocnemis obscura West & Nunn, 2010
- Coremiocnemis tropix Raven, 2005
- Coremiocnemis valida Pocock, 1895

## GêneroCotztetlana
- Cotztetlana omiltemi Mendoza, 2012
- Cotztetlana villadai Estrada-Alvarez, 2014

## GêneroCrassicrus
- Crassicrus bidxigui Candia-Ramírez & Francke, 2017
- Crassicrus cocona Candia-Ramírez & Francke, 2017
- Crassicrus lamanai Reichling & West, 1996
- Crassicrus tochtli Candia-Ramírez & Francke, 2017
- Crassicrus yumkimil Candia-Ramírez & Francke, 2017

## GêneroCubanana
- Cubanana cristinae Ortiz, 2008

## GêneroCyclosternum
- Cyclosternum familiare (Simon, 1889)
- Cyclosternum garbei (Mello-Leitão, 1923)
- Cyclosternum gaujoni Simon, 1889
- Cyclosternum janthinum (Simon, 1889)
- Cyclosternum kochi (Ausserer, 1871)
- Cyclosternum ledezmae (Vol, 2001)
- Cyclosternum palomeranum West, 2000
- Cyclosternum rufohirtum (Simon, 1889)
- Cyclosternum schmardae Ausserer, 1871
- Cyclosternum spinopalpus (Schaefer, 1996)
- Cyclosternum viridimonte Valerio, 1982

## GêneroCyriocosmus
- Cyriocosmus aueri Kaderka, 2016
- Cyriocosmus bertae Pérez-Miles, 1998
- Cyriocosmus bicolor (Schiapelli & Gerschman, 1945)
- Cyriocosmus blenginii Pérez-Miles, 1998
- Cyriocosmus elegans (Simon, 1889)
- Cyriocosmus fasciatus (Mello-Leitão, 1930)
- Cyriocosmus fernandoi Fukushima, Bertani & da Silva, 2005
- Cyriocosmus giganteus Kaderka, 2016
- Cyriocosmus hoeferi Kaderka, 2016
- Cyriocosmus itayensis Kaderka, 2016
- Cyriocosmus leetzi Vol, 1999
- Cyriocosmus nicholausgordoni Kaderka, 2016
- Cyriocosmus nogueiranetoi Fukushima, Bertani & da Silva, 2005
- Cyriocosmus perezmilesi Kaderka, 2007
- Cyriocosmus peruvianus Kaderka, 2016
- Cyriocosmus pribiki Pérez-Miles & Weinmann, 2009
- Cyriocosmus ritae Pérez-Miles, 1998
- Cyriocosmus sellatus (Simon, 1889)
- Cyriocosmus venezuelensis Kaderka, 2010
- Cyriocosmus versicolor (Simon, 1897)
- Cyriocosmus williamlamari Kaderka, 2016

## GêneroCyriopagopus
- Cyriopagopus albostriatus (Simon, 1886)
- Cyriopagopus doriae (Thorell, 1890)
- Cyriopagopus dromeus (Chamberlin, 1917)
- Cyriopagopus hainanus (Liang, Peng, Huang & Chen, 1999)
- Cyriopagopus lividus (Smith, 1996)
- Cyriopagopus longipes (von Wirth & Striffler, 2005)
- Cyriopagopus minax (Thorell, 1897)
- Cyriopagopus paganus Simon, 1887
- Cyriopagopus robustus (Strand, 1907)
- Cyriopagopus salangense (Strand, 1907)
- Cyriopagopus schmidti (von Wirth, 1991)
- Cyriopagopus vonwirthi (Schmidt, 2005)

## GêneroCyrtopholis
- Cyrtopholis agilis Pocock, 1903
- Cyrtopholis anacanta Franganillo, 1935
- Cyrtopholis annectans Chamberlin, 1917
- Cyrtopholis bartholomaei (Latreille, 1832)
- Cyrtopholis bonhotei (F. O. Pickard-Cambridge, 1901)
- Cyrtopholis bryantae Rudloff, 1995
- Cyrtopholis culebrae (Petrunkevitch, 1929)
- Cyrtopholis cursor (Ausserer, 1875)
- Cyrtopholis femoralis Pocock, 1903
- Cyrtopholis flavostriata Schmidt, 1995
- Cyrtopholis gibbosa Franganillo, 1936
- Cyrtopholis innocua (Ausserer, 1871)
- Cyrtopholis intermedia (Ausserer, 1875)
- Cyrtopholis ischnoculiformis (Franganillo, 1926)
- Cyrtopholis jamaicola Strand, 1908
- Cyrtopholis major (Franganillo, 1926)
- Cyrtopholis media Chamberlin, 1917
- Cyrtopholis obsoleta (Franganillo, 1935)
- Cyrtopholis plumosa Franganillo, 1931
- Cyrtopholis portoricae Chamberlin, 1917
- Cyrtopholis ramsi Rudloff, 1995
- Cyrtopholis regibbosa Rudloff, 1994
- Cyrtopholis respina Franganillo, 1935
- Cyrtopholis unispina Franganillo, 1926

## GêneroDavus
- Davus fasciatus O. Pickard-Cambridge, 1892
- Davus pentaloris (Simon, 1888)
- Davus ruficeps (Simon, 1891)
- Davus santos Gabriel, 2016

## GêneroDolichothele
- Dolichothele auratum (Vellard, 1924)
- Dolichothele bolivianum (Vol, 2001)
- Dolichothele camargorum Revollo, da Silva & Bertani, 2017
- Dolichothele diamantinensis (Bertani, Santos & Righi, 2009)
- Dolichothele dominguense (Guadanucci, 2007)
- Dolichothele exilis Mello-Leitão, 1923
- Dolichothele mineirum (Guadanucci, 2011)
- Dolichothele mottai Revollo, da Silva & Bertani, 2017
- Dolichothele rufoniger (Guadanucci, 2007)
- Dolichothele tucuruiense (Guadanucci, 2007)

## GêneroEncyocratella
- Encyocratella olivacea Strand, 1907

## GêneroEncyocrates
- Encyocrates raffrayi Simon, 1892

## GêneroEphebopus
- Ephebopus cyanognathus West & Marshall, 2000
- Ephebopus foliatus West, Marshall, Fukushima & Bertani, 2008
- Ephebopus murinus (Walckenaer, 1837)
- Ephebopus rufescens West & Marshall, 2000
- Ephebopus uatuman Lucas, Silva & Bertani, 1992

## GêneroEuathlus
- Euathlus affinis (Nicolet, 1849)
- Euathlus antai Perafán & Pérez-Miles, 2014
- Euathlus atacama Perafán & Pérez-Miles, 2014
- Euathlus condorito Perafán & Pérez-Miles, 2014
- Euathlus diamante Ferretti, 2015
- Euathlus manicata (Simon, 1892)
- Euathlus parvulus (Pocock, 1903)
- Euathlus sagei Ferretti, 2015
- Euathlus tenebrarum Ferretti, 2015
- Euathlus truculentus L. Koch, 1875

## GêneroEucratoscelus
- Eucratoscelus constrictus (Gerstäcker, 1873)
- Eucratoscelus pachypus Schmidt & von Wirth, 1990

## GêneroEumenophorus
- Eumenophorus clementsi Pocock, 1897
- Eumenophorus murphyorum Smith, 1990
- Eumenophorus stridulantissimus (Strand, 1907)

## GêneroEupalaestrus
- Eupalaestrus campestratus (Simon, 1891)
- Eupalaestrus guyanus (Simon, 1892)
- Eupalaestrus larae Ferretti & Barneche, 2012
- Eupalaestrus spinosissimus Mello-Leitão, 1923
- Eupalaestrus weijenberghi (Thorell, 1894)

## GêneroEuphrictus
- Euphrictus spinosus Hirst, 1908
- Euphrictus squamosus (Benoit, 1965)

## GêneroEurypelmella
- Eurypelmella masculina Strand, 1907

## GêneroEuthycaelus
- Euthycaelus amandae Guadanucci & Weinmann, 2014
- Euthycaelus colonica Simon, 1889
- Euthycaelus norae Guadanucci & Weinmann, 2014

## GêneroGrammostola
- Grammostola actaeon (Pocock, 1903)
- Grammostola alticeps (Pocock, 1903)
- Grammostola andreleetzi Vol, 2008
- Grammostola anthracina (C. L. Koch, 1842)
- Grammostola borelli (Simon, 1897)
- Grammostola burzaquensis Ibarra, 1946
- Grammostola chalcothrix Chamberlin, 1917
- Grammostola diminuta Ferretti, Pompozzi, González & Pérez-Miles, 2013
- Grammostola doeringi (Holmberg, 1881)
- Grammostola gossei (Pocock, 1899)
- Grammostola grossa (Ausserer, 1871)
- Grammostola iheringi (Keyserling, 1891)
- Grammostola inermis Mello-Leitão, 1941
- Grammostola mendozae (Strand, 1907)
- Grammostola monticola (Strand, 1907)
- Grammostola porteri (Mello-Leitão, 1936)
- Grammostola pulchra Mello-Leitão, 1921
- Grammostola pulchripes (Simon, 1891)
- Grammostola quirogai Montes de Oca, D'Elía & Pérez-Miles, 2016
- Grammostola rosea (Walckenaer, 1837)
- Grammostola subvulpina (Strand, 1906)
- Grammostola vachoni Schiapelli & Gerschman, 1961

## GêneroGuyruita
- Guyruita atlantica Guadanucci, Lucas, Indicatti & Yamamoto, 2007
- Guyruita cerrado Guadanucci, Lucas, Indicatti & Yamamoto, 2007
- Guyruita giupponii Fukushima & Bertani, 2018
- Guyruita isae Fukushima & Bertani, 2018
- Guyruita metallophila Fonseca-Ferreira, Zampaulo & Guadanucci, 2017
- Guyruita waikoshiemi (Bertani & Araújo, 2006)

## GêneroHapalopus
- Hapalopus aymara Perdomo, Panzera & Pérez-Miles, 2009
- Hapalopus butantan (Pérez-Miles, 1998)
- Hapalopus coloratus (Valerio, 1982)
- Hapalopus formosus Ausserer, 1875
- Hapalopus lesleyae Gabriel, 2011
- Hapalopus nigriventris (Mello-Leitão, 1939)
- Hapalopus serrapelada Fonseca-Ferreira, Zampaulo & Guadanucci, 2017
- Hapalopus triseriatus Caporiacco, 1955
- Hapalopus variegatus (Caporiacco, 1955)

## GêneroHapalotremus
- Hapalotremus albipes Simon, 1903
- Hapalotremus carabaya Ferretti, Cavalllo, Chaparro, Ríos-Tamayo, Seimon & West, 2018
- Hapalotremus chasqui Ferretti, Cavalllo, Chaparro, Ríos-Tamayo, Seimon & West, 2018
- Hapalotremus chespiritoi Ferretti, Cavalllo, Chaparro, Ríos-Tamayo, Seimon & West, 2018
- Hapalotremus kuka Ferretti, Cavalllo, Chaparro, Ríos-Tamayo, Seimon & West, 2018
- Hapalotremus major (Chamberlin, 1916)
- Hapalotremus marcapata Ferretti, Cavalllo, Chaparro, Ríos-Tamayo, Seimon & West, 2018
- Hapalotremus martinorum Cavallo & Ferretti, 2015
- Hapalotremus perezmilesi Ferretti, Cavalllo, Chaparro, Ríos-Tamayo, Seimon & West, 2018
- Hapalotremus vilcanota Ferretti, Cavalllo, Chaparro, Ríos-Tamayo, Seimon & West, 2018

## GêneroHaploclastus
- Haploclastus cervinus Simon, 1892
- Haploclastus devamatha Prasanth & Sunil Jose, 2014
- Haploclastus kayi Gravely, 1915
- Haploclastus nilgirinus Pocock, 1899
- Haploclastus satyanus (Barman, 1978)
- Haploclastus tenebrosus Gravely, 1935
- Haploclastus validus (Pocock, 1899)

## GêneroHaplocosmia
- Haplocosmia himalayana (Pocock, 1899)
- Haplocosmia nepalensis Schmidt & von Wirth, 1996

## GêneroHarpactira
- Harpactira atra (Latreille, 1832)
- Harpactira baviana Purcell, 1903
- Harpactira cafreriana (Walckenaer, 1837)
- Harpactira chrysogaster Pocock, 1897
- Harpactira curator Pocock, 1898
- Harpactira curvipes Pocock, 1897
- Harpactira dictator Purcell, 1902
- Harpactira gigas Pocock, 1898
- Harpactira guttata Strand, 1907
- Harpactira hamiltoni Pocock, 1902
- Harpactira lineata Pocock, 1897
- Harpactira lyrata (Simon, 1892)
- Harpactira marksi Purcell, 1902
- Harpactira namaquensis Purcell, 1902
- Harpactira pulchripes Pocock, 1901
- Harpactira tigrina Ausserer, 1875

## GêneroHarpactirella
- Harpactirella domicola Purcell, 1903
- Harpactirella helenae Purcell, 1903
- Harpactirella insidiosa (Denis, 1960)
- Harpactirella karrooica Purcell, 1902
- Harpactirella lapidaria Purcell, 1908
- Harpactirella lightfooti Purcell, 1902
- Harpactirella longipes Purcell, 1902
- Harpactirella magna Purcell, 1903
- Harpactirella overdijki Gallon, 2010
- Harpactirella schwarzi Purcell, 1904
- Harpactirella spinosa Purcell, 1908
- Harpactirella treleaveni Purcell, 1902

## GêneroHemirrhagus
- Hemirrhagus akheronteus Mendoza & Francke, 2018
- Hemirrhagus benzaa Mendoza, 2014
- Hemirrhagus billsteelei Mendoza & Francke, 2018
- Hemirrhagus cervinus (Simon, 1891)
- Hemirrhagus chilango Pérez-Miles & Locht, 2003
- Hemirrhagus coztic Pérez-Miles & Locht, 2003
- Hemirrhagus diablo Mendoza & Francke, 2018
- Hemirrhagus elliotti (Gertsch, 1973)
- Hemirrhagus embolulatus Mendoza, 2014
- Hemirrhagus eros Pérez-Miles & Locht, 2003
- Hemirrhagus franckei Mendoza, 2014
- Hemirrhagus gertschi Pérez-Miles & Locht, 2003
- Hemirrhagus grieta (Gertsch, 1982)
- Hemirrhagus guichi Mendoza, 2014
- Hemirrhagus kalebi Mendoza & Francke, 2018
- Hemirrhagus lochti Estrada-Alvarez, 2014
- Hemirrhagus mitchelli (Gertsch, 1982)
- Hemirrhagus nahuanus (Gertsch, 1982)
- Hemirrhagus ocellatus Pérez-Miles & Locht, 2003
- Hemirrhagus papalotl Pérez-Miles & Locht, 2003
- Hemirrhagus perezmilesi García-Villafuerte & Locht, 2010
- Hemirrhagus pernix (Ausserer, 1875)
- Hemirrhagus puebla (Gertsch, 1982)
- Hemirrhagus reddelli (Gertsch, 1973)
- Hemirrhagus sprousei Mendoza & Francke, 2018
- Hemirrhagus stygius (Gertsch, 1971)
- Hemirrhagus valdezi Mendoza, 2014

## GêneroHeterophrictus
- Heterophrictus aareyensis Mirza & Sanap, 2014
- Heterophrictus blatteri (Gravely, 1935)
- Heterophrictus milleti Pocock, 1900
- Heterophrictus raveni Mirza & Sanap, 2014

## GêneroHeteroscodra
- Heteroscodra crassipes Hirst, 1907
- Heteroscodra crassipes latithorax Strand, 1920
- Heteroscodra maculata Pocock, 1900

## GêneroHeterothele
- Heterothele affinis Laurent, 1946
- Heterothele atropha Simon, 1907
- Heterothele caudicula (Simon, 1886)
- Heterothele darcheni (Benoit, 1966)
- Heterothele decemnotata (Simon, 1891)
- Heterothele gabonensis (Lucas, 1858)
- Heterothele honesta Karsch, 1879
- Heterothele hullwilliamsi Smith, 1990
- Heterothele ogbunikia Smith, 1990
- Heterothele spinipes Pocock, 1897
- Heterothele villosella Strand, 1907

## GêneroHolothele
- Holothele culebrae (Petrunkevitch, 1929)
- Holothele denticulata (Franganillo, 1930)
- Holothele longipes (L. Koch, 1875)
- Holothele shoemakeri (Petrunkevitch, 1926)
- Holothele sulfurensis Maréchal, 2005

## GêneroHomoeomma
- Homoeomma bicolor Sherwood, Gabriel & Longhorn, 2018
- Homoeomma brasilianum (Chamberlin, 1917)
- Homoeomma chilensis Montenegro & Aguilera, 2018
- Homoeomma elegans (Gerschman & Schiapelli, 1958)
- Homoeomma familiare Bertkau, 1880
- Homoeomma hirsutum (Mello-Leitão, 1935)
- Homoeomma humile Vellard, 1924
- Homoeomma montanum (Mello-Leitão, 1923)
- Homoeomma nigrum (Walckenaer, 1837)
- Homoeomma orellanai Montenegro & Aguilera, 2018
- Homoeomma peruvianum (Chamberlin, 1916)
- Homoeomma pictum (Pocock, 1903)
- Homoeomma strabo (Simon, 1892)
- Homoeomma stradlingi O. Pickard-Cambridge, 1881
- Homoeomma uruguayense (Mello-Leitão, 1946)
- Homoeomma villosum (Keyserling, 1891)

## GêneroHysterocrates
- Hysterocrates affinis Strand, 1907
- Hysterocrates affinis angusticeps Strand, 1907
- Hysterocrates apostolicus Pocock, 1900
- Hysterocrates celerierae (Smith, 1990)
- Hysterocrates crassipes Pocock, 1897
- Hysterocrates didymus Pocock, 1900
- Hysterocrates ederi Charpentier, 1995
- Hysterocrates efuliensis (Smith, 1990)
- Hysterocrates elephantiasis (Berland, 1917)
- Hysterocrates gigas Pocock, 1897
- Hysterocrates greeffi (Karsch, 1884)
- Hysterocrates greshoffi (Simon, 1891)
- Hysterocrates haasi Strand, 1906
- Hysterocrates hercules Pocock, 1900
- Hysterocrates laticeps Pocock, 1897
- Hysterocrates maximus Strand, 1906
- Hysterocrates ochraceus Strand, 1907
- Hysterocrates robustus Pocock, 1900
- Hysterocrates robustus sulcifer Strand, 1908
- Hysterocrates scepticus Pocock, 1900
- Hysterocrates sjostedti (Thorell, 1899)
- Hysterocrates spellenbergi Strand, 1906
- Hysterocrates vosseleri Strand, 1906
- Hysterocrates weileri Strand, 1906

## GêneroIdiothele
- Idiothele mira Gallon, 2010
- Idiothele nigrofulva (Pocock, 1898)

## GêneroIridopelma
- Iridopelma hirsutum Pocock, 1901
- Iridopelma katiae Bertani, 2012
- Iridopelma marcoi Bertani, 2012
- Iridopelma oliveirai Bertani, 2012
- Iridopelma vanini Bertani, 2012
- Iridopelma zorodes (Mello-Leitão, 1926)

## GêneroIschnocolus
- Ischnocolus elongatus (Simon, 1873)
- Ischnocolus hancocki Smith, 1990
- Ischnocolus ignoratus Guadanucci & Wendt, 2014
- Ischnocolus jickelii L. Koch, 1875
- Ischnocolus rubropilosus Keyserling, 1891
- Ischnocolus tomentosus Thorell, 1899
- Ischnocolus valentinus (Dufour, 1820)

## GêneroKankuamo
- Kankuamo marquezi Perafán, Galvis & Gutiérrez, 2016

## GêneroKochiana
- Kochiana brunnipes (C. L. Koch, 1842)

## GêneroLampropelma
- Lampropelma nigerrimum Simon, 1892
- Lampropelma nigerrimum arboricola Schmidt & Barensteiner, 2015
- Lampropelma violaceopes Abraham, 1924

## GêneroLasiodora
- Lasiodora acanthognatha Mello-Leitão, 1921
- Lasiodora benedeni Bertkau, 1880
- Lasiodora boliviana (Simon, 1892)
- Lasiodora brevibulba (Valerio, 1980)
- Lasiodora carinata (Valerio, 1980)
- Lasiodora citharacantha Mello-Leitão, 1921
- Lasiodora cristata (Mello-Leitão, 1923)
- Lasiodora cryptostigma Mello-Leitão, 1921
- Lasiodora curtior Chamberlin, 1917
- Lasiodora differens Chamberlin, 1917
- Lasiodora difficilis Mello-Leitão, 1921
- Lasiodora dolichosterna Mello-Leitão, 1921
- Lasiodora dulcicola Mello-Leitão, 1921
- Lasiodora erythrocythara Mello-Leitão, 1921
- Lasiodora fallax (Bertkau, 1880)
- Lasiodora fracta Mello-Leitão, 1921
- Lasiodora icecu (Valerio, 1980)
- Lasiodora isabellina (Ausserer, 1871)
- Lasiodora itabunae Mello-Leitão, 1921
- Lasiodora klugi (C. L. Koch, 1841)
- Lasiodora lakoi Mello-Leitão, 1943
- Lasiodora mariannae Mello-Leitão, 1921
- Lasiodora moreni (Holmberg, 1876)
- Lasiodora pantherina (Keyserling, 1891)
- Lasiodora parahybana Mello-Leitão, 1917
- Lasiodora pleoplectra Mello-Leitão, 1921
- Lasiodora puriscal (Valerio, 1980)
- Lasiodora rubitarsa (Valerio, 1980)
- Lasiodora saeva (Walckenaer, 1837)
- Lasiodora spinipes Ausserer, 1871
- Lasiodora sternalis (Mello-Leitão, 1923)
- Lasiodora striatipes (Ausserer, 1871)
- Lasiodora subcanens Mello-Leitão, 1921

## GêneroLasiodorides
- Lasiodorides longicolli Schmidt, 2003
- Lasiodorides polycuspulatus Schmidt & Bischoff, 1997
- Lasiodorides rolinae Tesmoingt, 1999
- Lasiodorides striatus (Schmidt & Antonelli, 1996)

## GêneroLongilyra
- Longilyra johnlonghorni Gabriel, 2014

## GêneroLoxomphalia
- Loxomphalia rubida Simon, 1889

## GêneroLoxoptygus
- Loxoptygus coturnatus Simon, 1903
- Loxoptygus ectypus (Simon, 1889)
- Loxoptygus erlangeri (Strand, 1906)

## GêneroLyrognathus
- Lyrognathus achilles West & Nunn, 2010
- Lyrognathus crotalus Pocock, 1895
- Lyrognathus fuscus West & Nunn, 2010
- Lyrognathus giannisposatoi Nunn & West, 2013
- Lyrognathus lessunda West & Nunn, 2010
- Lyrognathus robustus Smith, 1988
- Lyrognathus saltator Pocock, 1900

## GêneroMagnacarina
- Magnacarina aldana (West, 2000)
- Magnacarina cancer Mendoza & Locht, 2016
- Magnacarina moderata Locht, Mendoza & Medina, 2016
- Magnacarina primaverensis Mendoza & Locht, 2016

## GêneroMagulla
- Magulla brescoviti Indicatti, Lucas, Guadanucci & Yamamoto, 2008
- Magulla buecherli Indicatti, Lucas, Guadanucci & Yamamoto, 2008
- Magulla janeira (Keyserling, 1891)
- Magulla obesa Simon, 1892

## GêneroMascaraneus
- Mascaraneus remotus Gallon, 2005

## GêneroMegaphobema
- Megaphobema mesomelas (O. Pickard-Cambridge, 1892)
- Megaphobema peterklaasi Schmidt, 1994
- Megaphobema robustum (Ausserer, 1875)
- Megaphobema teceae Pérez-Miles, Miglio & Bonaldo, 2006
- Megaphobema velvetosoma Schmidt, 1995

## GêneroMelloleitaoina
- Melloleitaoina crassifemur Gerschman & Schiapelli, 1960
- Melloleitaoina mutquina Perafán & Pérez-Miles, 2014
- Melloleitaoina uru Perafán & Pérez-Miles, 2014
- Melloleitaoina yupanqui Perafán & Pérez-Miles, 2014

## GêneroMetriopelma
- Metriopelma breyeri (Becker, 1878)

## GêneroMiaschistopus
- Miaschistopus tetricus (Simon, 1889)

## GêneroMonocentropus
- Monocentropus balfouri Pocock, 1897
- Monocentropus lambertoni Fage, 1922
- Monocentropus longimanus Pocock, 1903

## GêneroMunduruku
- Munduruku bicoloratum Miglio, Bonaldo & Pérez-Miles, 2013

## GêneroMygalarachne
- Mygalarachne brevipes Ausserer, 1871

## GêneroMyostola
- Myostola occidentalis (Lucas, 1858)

## GêneroNeischnocolus
- Neischnocolus panamanus Petrunkevitch, 1925

## GêneroNeoheterophrictus
- Neoheterophrictus amboli Mirza & Sanap, 2014
- Neoheterophrictus bhori (Gravely, 1915)
- Neoheterophrictus crurofulvus Siliwal, Gupta & Raven, 2012
- Neoheterophrictus madraspatanus (Gravely, 1935)
- Neoheterophrictus sahyadri Siliwal, Gupta & Raven, 2012
- Neoheterophrictus smithi Mirza, Bhosale & Sanap, 2014
- Neoheterophrictus uttarakannada Siliwal, Gupta & Raven, 2012

## GêneroNeoholothele
- Neoholothele fasciaaurinigra Guadanucci & Weinmann, 2015
- Neoholothele incei (F. O. Pickard-Cambridge, 1899)

## GêneroNeostenotarsus
- Neostenotarsus guianensis (Caporiacco, 1954)

## GêneroNesiergus
- Nesiergus gardineri (Hirst, 1911)
- Nesiergus halophilus Benoit, 1978
- Nesiergus insulanus Simon, 1903

## GêneroNesipelma
- Nesipelma insulare Schmidt & Kovařík, 1996

## GêneroNhandu
- Nhandu carapoensis Lucas, 1983
- Nhandu cerradensis Bertani, 2001
- Nhandu chromatus Schmidt, 2004
- Nhandu coloratovillosus (Schmidt, 1998)
- Nhandu tripepii (Dresco, 1984)

## GêneroOmothymus
- Omothymus schioedtei Thorell, 1891
- Omothymus thorelli Simon, 1901

## GêneroOrnithoctonus
- Ornithoctonus andersoni Pocock, 1892
- Ornithoctonus aureotibialis von Wirth & Striffler, 2005
- Ornithoctonus costalis (Schmidt, 1998)

## GêneroOrphnaecus
- Orphnaecus dichromatus (Schmidt & von Wirth, 1992)
- Orphnaecus kwebaburdeos (Barrion-Dupo, Barrion & Rasalan, 2015)
- Orphnaecus pellitus Simon, 1892
- Orphnaecus philippinus (Schmidt, 1999)

## GêneroOzopactus
- Ozopactus ernsti Simon, 1889

## GêneroPachistopelma
- Pachistopelma bromelicola Bertani, 2012
- Pachistopelma rufonigrum Pocock, 1901

## GêneroPamphobeteus
- Pamphobeteus antinous Pocock, 1903
- Pamphobeteus augusti (Simon, 1889)
- Pamphobeteus crassifemur Bertani, Fukushima & Silva, 2008
- Pamphobeteus ferox (Ausserer, 1875)
- Pamphobeteus fortis (Ausserer, 1875)
- Pamphobeteus grandis Bertani, Fukushima & Silva, 2008
- Pamphobeteus insignis Pocock, 1903
- Pamphobeteus nigricolor (Ausserer, 1875)
- Pamphobeteus ornatus Pocock, 1903
- Pamphobeteus petersi Schmidt, 2002
- Pamphobeteus ultramarinus Schmidt, 1995
- Pamphobeteus verdolaga Cifuentes, Perafán & Estrada-Gomez, 2016
- Pamphobeteus vespertinus (Simon, 1889)

## GêneroPelinobius
- Pelinobius muticus Karsch, 1885

## GêneroPhlogiellus
- Phlogiellus aper (Simon, 1891)
- Phlogiellus atriceps Pocock, 1897
- Phlogiellus baeri (Simon, 1877)
- Phlogiellus bicolor Strand, 1911
- Phlogiellus bogadeki Nunn, West & von Wirth, 2016
- Phlogiellus brevipes (Thorell, 1897)
- Phlogiellus bundokalbo (Barrion & Litsinger, 1995)
- Phlogiellus inermis (Ausserer, 1871)
- Phlogiellus insulanus (Hirst, 1909)
- Phlogiellus insulanus borneoensis (Schmidt, 2015)
- Phlogiellus insularis (Simon, 1877)
- Phlogiellus johnreylazoi Nunn, West & von Wirth, 2016
- Phlogiellus longipalpus Chomphuphuang, Smith, Wongvilas, Sivayyapram, Songsangchote & Warrit, 2017
- Phlogiellus moniqueverdezae Nunn, West & von Wirth, 2016
- Phlogiellus mutus (Giltay, 1935)
- Phlogiellus nebulosus (Rainbow, 1899)
- Phlogiellus obscurus (Hirst, 1909)
- Phlogiellus ornatus (Thorell, 1897)
- Phlogiellus orophilus (Thorell, 1897)
- Phlogiellus pelidnus Nunn, West & von Wirth, 2016
- Phlogiellus subinermis (Giltay, 1934)
- Phlogiellus watasei (Kishida, 1920)
- Phlogiellus xinping (Zhu & Zhang, 2008)

## GêneroPhoneyusa
- Phoneyusa antilope (Simon, 1889)
- Phoneyusa belandana Karsch, 1884
- Phoneyusa bidentata Pocock, 1900
- Phoneyusa bidentata ituriensis Laurent, 1946
- Phoneyusa bouvieri Berland, 1917
- Phoneyusa buettneri Karsch, 1886
- Phoneyusa chevalieri Simon, 1906
- Phoneyusa cultridens Berland, 1917
- Phoneyusa gabonica (Simon, 1889)
- Phoneyusa giltayi Laurent, 1946
- Phoneyusa gracilipes (Simon, 1889)
- Phoneyusa lesserti Dresco, 1973
- Phoneyusa manicata Simon, 1907
- Phoneyusa minima (Strand, 1907)
- Phoneyusa principium Simon, 1907
- Phoneyusa rutilata (Simon, 1907)
- Phoneyusa westi Smith, 1990

## GêneroPhormictopus
- Phormictopus atrichomatus Schmidt, 1991
- Phormictopus auratus Ortiz & Bertani, 2005
- Phormictopus australis Mello-Leitão, 1941
- Phormictopus bistriatus Rudloff, 2008
- Phormictopus brasiliensis Strand, 1907
- Phormictopus cancerides (Latreille, 1806)
- Phormictopus cautus (Ausserer, 1875)
- Phormictopus cochleasvorax Rudloff, 2008
- Phormictopus cubensis Chamberlin, 1917
- Phormictopus fritzschei Rudloff, 2008
- Phormictopus jonai Rudloff, 2008
- Phormictopus melodermus Chamberlin, 1917
- Phormictopus platus Chamberlin, 1917
- Phormictopus ribeiroi Mello-Leitão, 1923
- Phormictopus schepanskii Rudloff, 2008

## GêneroPhormingochilus
- Phormingochilus carpenteri Smith & Jacobi, 2015
- Phormingochilus everetti Pocock, 1895
- Phormingochilus fuchsi Strand, 1906
- Phormingochilus kirki Smith & Jacobi, 2015
- Phormingochilus pennellhewletti Smith & Jacobi, 2015

## GêneroPhrixotrichus
- Phrixotrichus jara Perafán & Pérez-Miles, 2014
- Phrixotrichus pucara Ferretti, 2015
- Phrixotrichus scrofa (Molina, 1782)
- Phrixotrichus vulpinus (Karsch, 1880)
- Phrixotrichus vulpinus ater (Donoso, 1957)

## GêneroPlesiopelma
- Plesiopelma aspidosperma Ferretti & Barneche, 2013
- Plesiopelma gertschi (Caporiacco, 1955)
- Plesiopelma imperatrix Piza, 1976
- Plesiopelma insulare (Mello-Leitão, 1923)
- Plesiopelma longisternale (Schiapelli & Gerschman, 1942)
- Plesiopelma minense (Mello-Leitão, 1943)
- Plesiopelma myodes Pocock, 1901
- Plesiopelma paganoi Ferretti & Barneche, 2013
- Plesiopelma physopus (Mello-Leitão, 1926)
- Plesiopelma rectimanum (Mello-Leitão, 1923)
- Plesiopelma semiaurantiacum (Simon, 1897)

## GêneroPlesiophrictus
- Plesiophrictus fabrei (Simon, 1892)
- Plesiophrictus linteatus (Simon, 1891)
- Plesiophrictus meghalayaensis Tikader, 1977
- Plesiophrictus millardi Pocock, 1899
- Plesiophrictus nilagiriensis Siliwal, Molur & Raven, 2007
- Plesiophrictus senffti (Strand, 1907)
- Plesiophrictus sericeus Pocock, 1900
- Plesiophrictus tenuipes Pocock, 1899

## GêneroPoecilotheria
- Poecilotheria chaojii Mirza, Sanap & Bhosale, 2014
- Poecilotheria fasciata (Latreille, 1804)
- Poecilotheria formosa Pocock, 1899
- Poecilotheria hanumavilasumica Smith, 2004
- Poecilotheria metallica Pocock, 1899
- Poecilotheria miranda Pocock, 1900
- Poecilotheria ornata Pocock, 1899
- Poecilotheria rajaei Nanayakkara, Kirk, Dayananda, Ganehiarachchi, Vishvanath & Kusuminda, 2012
- Poecilotheria regalis Pocock, 1899
- Poecilotheria rufilata Pocock, 1899
- Poecilotheria smithi Kirk, 1996
- Poecilotheria striata Pocock, 1895
- Poecilotheria subfusca Pocock, 1895
- Poecilotheria tigrinawesseli Smith, 2006
- Poecilotheria vittata Pocock, 1895

## GêneroProshapalopus
- Proshapalopus amazonicus Bertani, 2001
- Proshapalopus anomalus Mello-Leitão, 1923
- Proshapalopus marimbai Perafán & Valencia-Cuéllar, 2018
- Proshapalopus multicuspidatus (Mello-Leitão, 1929)

## GêneroPsalmopoeus
- Psalmopoeus cambridgei Pocock, 1895
- Psalmopoeus ecclesiasticus Pocock, 1903
- Psalmopoeus emeraldus Pocock, 1903
- Psalmopoeus intermedius Chamberlin, 1940
- Psalmopoeus irminia Saager, 1994
- Psalmopoeus langenbucheri Schmidt, Bullmer & Thierer-Lutz, 2006
- Psalmopoeus plantaris Pocock, 1903
- Psalmopoeus pulcher Petrunkevitch, 1925
- Psalmopoeus reduncus (Karsch, 1880)
- Psalmopoeus victori Mendoza, 2014

## GêneroPsednocnemis
- Psednocnemis brachyramosa (West & Nunn, 2010)
- Psednocnemis davidgohi West, Nunn & Hogg, 2012
- Psednocnemis gnathospina (West & Nunn, 2010)
- Psednocnemis imbellis (Simon, 1891)
- Psednocnemis jeremyhuffi (West & Nunn, 2010)

## GêneroPseudhapalopus
- Pseudhapalopus aculeatus Strand, 1907
- Pseudhapalopus spinulopalpus Schmidt & Weinmann, 1997
- Pseudhapalopus trinitatis (Pocock, 1903)
- Pseudhapalopus trinitatis pauciaculeis (Strand, 1916)
- Pseudhapalopus velox (Pocock, 1903)

## GêneroPseudoclamoris
- Pseudoclamoris burgessi Hüsser, 2018
- Pseudoclamoris elenae (Schmidt, 1994)
- Pseudoclamoris gigas (Caporiacco, 1954)

## GêneroPterinochilus
- Pterinochilus alluaudi Berland, 1914
- Pterinochilus andrewsmithi Gallon, 2009
- Pterinochilus chordatus (Gerstäcker, 1873)
- Pterinochilus cryptus Gallon, 2008
- Pterinochilus lapalala Gallon & Engelbrecht, 2011
- Pterinochilus lugardi Pocock, 1900
- Pterinochilus murinus Pocock, 1897
- Pterinochilus raygabrieli Gallon, 2009
- Pterinochilus simoni Berland, 1917
- Pterinochilus vorax Pocock, 1897

## GêneroPterinopelma
- Pterinopelma felipeleitei Bertani & Leal, 2016
- Pterinopelma sazimai Bertani, Nagahama & Fukushima, 2011
- Pterinopelma vitiosum (Keyserling, 1891)

## GêneroReichlingia
- Reichlingia annae (Reichling, 1997)

## GêneroReversopelma
- Reversopelma petersi Schmidt, 2001

## GêneroSahydroaraneus
- Sahydroaraneus collinus (Pocock, 1899)
- Sahydroaraneus hirsti Mirza & Sanap, 2014
- Sahydroaraneus raja (Gravely, 1915)
- Sahydroaraneus sebastiani Sunil Jose, 2017

## GêneroSchismatothele
- Schismatothele benedettii Panzera, Perdomo & Pérez-Miles, 2011
- Schismatothele inflata (Simon, 1889)
- Schismatothele kastoni (Caporiacco, 1955)
- Schismatothele lineata Karsch, 1879
- Schismatothele modesta (Simon, 1889)

## GêneroSchizopelma
- Schizopelma bicarinatum F. O. Pickard-Cambridge, 1897

## GêneroScopelobates
- Scopelobates sericeus Simon, 1903

## GêneroSelenocosmia
- Selenocosmia arndsti (Schmidt & von Wirth, 1991)
- Selenocosmia aruana Strand, 1911
- Selenocosmia barensteinerae (Schmidt, Hettegger & Matthes, 2010)
- Selenocosmia compta Kulczyński, 1911
- Selenocosmia crassipes (L. Koch, 1874)
- Selenocosmia deliana Strand, 1913
- Selenocosmia effera (Simon, 1891)
- Selenocosmia fuliginea (Thorell, 1895)
- Selenocosmia hasselti Simon, 1891
- Selenocosmia hirtipes Strand, 1913
- Selenocosmia honesta Hirst, 1909
- Selenocosmia insignis (Simon, 1890)
- Selenocosmia javanensis (Walckenaer, 1837)
- Selenocosmia javanensis brachyplectra Kulczyński, 1908
- Selenocosmia javanensis dolichoplectra Kulczyński, 1908
- Selenocosmia javanensis fulva Kulczyński, 1908
- Selenocosmia javanensis sumatrana Thorell, 1890
- Selenocosmia jiafu Zhu & Zhang, 2008
- Selenocosmia kovariki (Schmidt & Krause, 1995)
- Selenocosmia kulluensis Chamberlin, 1917
- Selenocosmia lanceolata Hogg, 1914
- Selenocosmia lanipes Ausserer, 1875
- Selenocosmia mittmannae (Barensteiner & Wehinger, 2005)
- Selenocosmia papuana Kulczyński, 1908
- Selenocosmia peerboomi (Schmidt, 1999)
- Selenocosmia pritami Dyal, 1935
- Selenocosmia raciborskii Kulczyński, 1908
- Selenocosmia samarae (Giltay, 1935)
- Selenocosmia similis Kulczyński, 1911
- Selenocosmia stirlingi Hogg, 1901
- Selenocosmia strenua (Thorell, 1881)
- Selenocosmia strubelli Strand, 1913
- Selenocosmia subvulpina Strand, 1907
- Selenocosmia sutherlandi Gravely, 1935
- Selenocosmia tahanensis Abraham, 1924
- Selenocosmia valida (Thorell, 1881)
- Selenocosmia xinhuaensis Zhu & Zhang, 2008

## GêneroSelenogyrus
- Selenogyrus africanus (Simon, 1887)
- Selenogyrus aureus Pocock, 1897
- Selenogyrus austini Smith, 1990
- Selenogyrus brunneus Strand, 1907
- Selenogyrus caeruleus Pocock, 1897

## GêneroSelenotholus
- Selenotholus foelschei Hogg, 1902

## GêneroSelenotypus
- Selenotypus plumipes Pocock, 1895

## GêneroSericopelma
- Sericopelma angustum (Valerio, 1980)
- Sericopelma commune F. O. Pickard-Cambridge, 1897
- Sericopelma dota Valerio, 1980
- Sericopelma embrithes (Chamberlin & Ivie, 1936)
- Sericopelma fallax Mello-Leitão, 1923
- Sericopelma ferrugineum Valerio, 1980
- Sericopelma generala Valerio, 1980
- Sericopelma immensum Valerio, 1980
- Sericopelma melanotarsum Valerio, 1980
- Sericopelma panamanum (Karsch, 1880)
- Sericopelma panamense (Simon, 1891)
- Sericopelma rubronitens Ausserer, 1875
- Sericopelma silvicola Valerio, 1980
- Sericopelma upala Valerio, 1980

## GêneroSickius
- Sickius longibulbi Soares & Camargo, 1948

## GêneroSphaerobothria
- Sphaerobothria hoffmanni Karsch, 1879

## GêneroStichoplastoris
- Stichoplastoris angustatus (Kraus, 1955)
- Stichoplastoris asterix (Valerio, 1980)
- Stichoplastoris denticulatus (Valerio, 1980)
- Stichoplastoris elusinus (Valerio, 1980)
- Stichoplastoris longistylus (Kraus, 1955)
- Stichoplastoris obelix (Valerio, 1980)
- Stichoplastoris schusterae (Kraus, 1955)
- Stichoplastoris stylipus (Valerio, 1982)

## GêneroStromatopelma
- Stromatopelma batesi (Pocock, 1902)
- Stromatopelma calceatum (Fabricius, 1793)
- Stromatopelma calceatum griseipes (Pocock, 1897)
- Stromatopelma fumigatum (Pocock, 1900)
- Stromatopelma pachypoda (Strand, 1908)
- Stromatopelma satanas (Berland, 1917)

## GêneroTapinauchenius
- Tapinauchenius brunneus Schmidt, 1995
- Tapinauchenius concolor (Caporiacco, 1947)
- Tapinauchenius cupreus Schmidt & Bauer, 1996
- Tapinauchenius latipes L. Koch, 1875
- Tapinauchenius plumipes (C. L. Koch, 1842)
- Tapinauchenius polybotes Hüsser, 2018
- Tapinauchenius rasti Hüsser, 2018
- Tapinauchenius sanctivincenti (Walckenaer, 1837)
- Tapinauchenius violaceus (Mello-Leitão, 1930)

## GêneroTheraphosa
- Theraphosa apophysis (Tinter, 1991)
- Theraphosa blondi (Latreille, 1804)
- Theraphosa stirmi Rudloff & Weinmann, 2010

## GêneroThrigmopoeus
- Thrigmopoeus insignis Pocock, 1899
- Thrigmopoeus truculentus Pocock, 1899

## GêneroThrixopelma
- Thrixopelma aymara (Chamberlin, 1916)
- Thrixopelma cyaneolum Schmidt, Friebolin & Friebolin, 2005
- Thrixopelma lagunas Schmidt & Rudloff, 2010
- Thrixopelma ockerti Schmidt, 1994
- Thrixopelma pruriens Schmidt, 1998

## GêneroTmesiphantes
- Tmesiphantes amadoi Yamamoto, Lucas, Guadanucci & Indicatti, 2007
- Tmesiphantes aridai Gonzalez-Filho, Brescovit & Lucas, 2014
- Tmesiphantes bethaniae Yamamoto, Lucas, Guadanucci & Indicatti, 2007
- Tmesiphantes caymmii Yamamoto, Lucas, Guadanucci & Indicatti, 2007
- Tmesiphantes hypogeus Bertani, Bichuette & Pedroso, 2013
- Tmesiphantes mirim Fabiano-da-Silva, Guadanucci & DaSilva, 2015
- Tmesiphantes nubilus Simon, 1892
- Tmesiphantes perp Guadanucci & Silva, 2012
- Tmesiphantes riopretano Guadanucci & Silva, 2012

## GêneroTrichognathella
- Trichognathella schoenlandi (Pocock, 1900)

## GêneroTrichopelma
- Trichopelma affine (Simon, 1892)
- Trichopelma astutum (Simon, 1889)
- Trichopelma banksia Özdikmen & Demir, 2012
- Trichopelma coenobita (Simon, 1889)
- Trichopelma corozali (Petrunkevitch, 1929)
- Trichopelma cubanum (Simon, 1903)
- Trichopelma eucubanum Özdikmen & Demir, 2012
- Trichopelma flavicomum Simon, 1891
- Trichopelma illetabile Simon, 1888
- Trichopelma insulanum (Petrunkevitch, 1926)
- Trichopelma laselva Valerio, 1986
- Trichopelma maculatum (Banks, 1906)
- Trichopelma maddeni Esposito & Agnarsson, 2014
- Trichopelma nitidum Simon, 1888
- Trichopelma scopulatum (Fischel, 1927)
- Trichopelma spinosum (Franganillo, 1926)
- Trichopelma zebra (Petrunkevitch, 1925)

## GêneroTyphochlaena
- Typhochlaena amma Bertani, 2012
- Typhochlaena costae Bertani, 2012
- Typhochlaena curumim Bertani, 2012
- Typhochlaena paschoali Bertani, 2012
- Typhochlaena seladonia (C. L. Koch, 1841)

## GêneroUmbyquyra
- Umbyquyra acuminata (Schmidt & Tesmoingt, 2005)
- Umbyquyra araguaia Gargiulo, Brescovit & Lucas, 2018
- Umbyquyra belterra Gargiulo, Brescovit & Lucas, 2018
- Umbyquyra caxiuana Gargiulo, Brescovit & Lucas, 2018
- Umbyquyra cuiaba Gargiulo, Brescovit & Lucas, 2018
- Umbyquyra palmarum (Schiapelli & Gerschman, 1945)
- Umbyquyra paranaiba Gargiulo, Brescovit & Lucas, 2018
- Umbyquyra sapezal Gargiulo, Brescovit & Lucas, 2018
- Umbyquyra schmidti (Rudloff, 1996)
- Umbyquyra tapajos Gargiulo, Brescovit & Lucas, 2018
- Umbyquyra tucurui Gargiulo, Brescovit & Lucas, 2018

## GêneroVitalius
- Vitalius buecherli Bertani, 2001
- Vitalius dubius (Mello-Leitão, 1923)
- Vitalius longisternalis Bertani, 2001
- Vitalius lucasae Bertani, 2001
- Vitalius nondescriptus (Mello-Leitão, 1926)
- Vitalius paranaensis Bertani, 2001
- Vitalius roseus (Mello-Leitão, 1923)
- Vitalius sorocabae (Mello-Leitão, 1923)
- Vitalius vellutinus (Mello-Leitão, 1923)
- Vitalius wacketi (Mello-Leitão, 1923)

## GêneroXenesthis
- Xenesthis immanis (Ausserer, 1875)
- Xenesthis intermedia Schiapelli & Gerschman, 1945
- Xenesthis monstrosa Pocock, 1903

## GêneroYbyrapora
- Ybyrapora diversipes (C. L. Koch, 1842)
- Ybyrapora gamba (Bertani & Fukushima, 2009)
- Ybyrapora sooretama (Bertani & Fukushima, 2009)